# Alpes de Bernina
Os Alpes de Bernina (em alemão:  Bernina Alpen) é um maciço montanhoso que se encontra no na região de Lombardia, na Itália, e no cantão dos Grisões na Suíça. O ponto mais alto é o  Piz Bernina com 4.049 m, que deu o nome a estes alpes.

## Localização
Os Alpes de Bernina têm da mesma secção alpina a Norte os Alpes de Livigno, a Oeste os Alpes de Albula e a Noroeste os Alpes de Platta
De outras secções a Sul os Alpes de Orobie dos Alpes e Pré-Alpes Bergamascos.

## SOIUSA
A Subdivisão Orográfica Internacional Unificada do Sistema Alpino (SOIUSA) dividiu os Alpes em duas grandes Partes: Alpes Ocidentais e Alpes Orientais, separados pela linha formada pelo  Rio Reno - Passo de Spluga - Lago de Como - Lago de Lecco.
Os  Alpes de Platta, Alpes de Albula, Alpes de Bernina, Alpes de Livigno, Alpes de Val Mustair, Alpes de Silvretta, de Samnau e de Verwal, Alpes de Plessur,  e a Cordilheira de Ratikon formam os Alpes Réticos ocidentais.

### Classificação  SOIUSA
Segundo a SOIUSA este acidente geográfico é uma Sub-secção alpina com as seguintes características:
- Parte = Alpes Orientais
- Grande sector alpino = Alpes Orientais-Centro
- Secção alpina = Alpes Réticos ocidentais
- Sub-secção alpina =  Alpes de Bernina
- Código = II/A-15.III

## Imagens

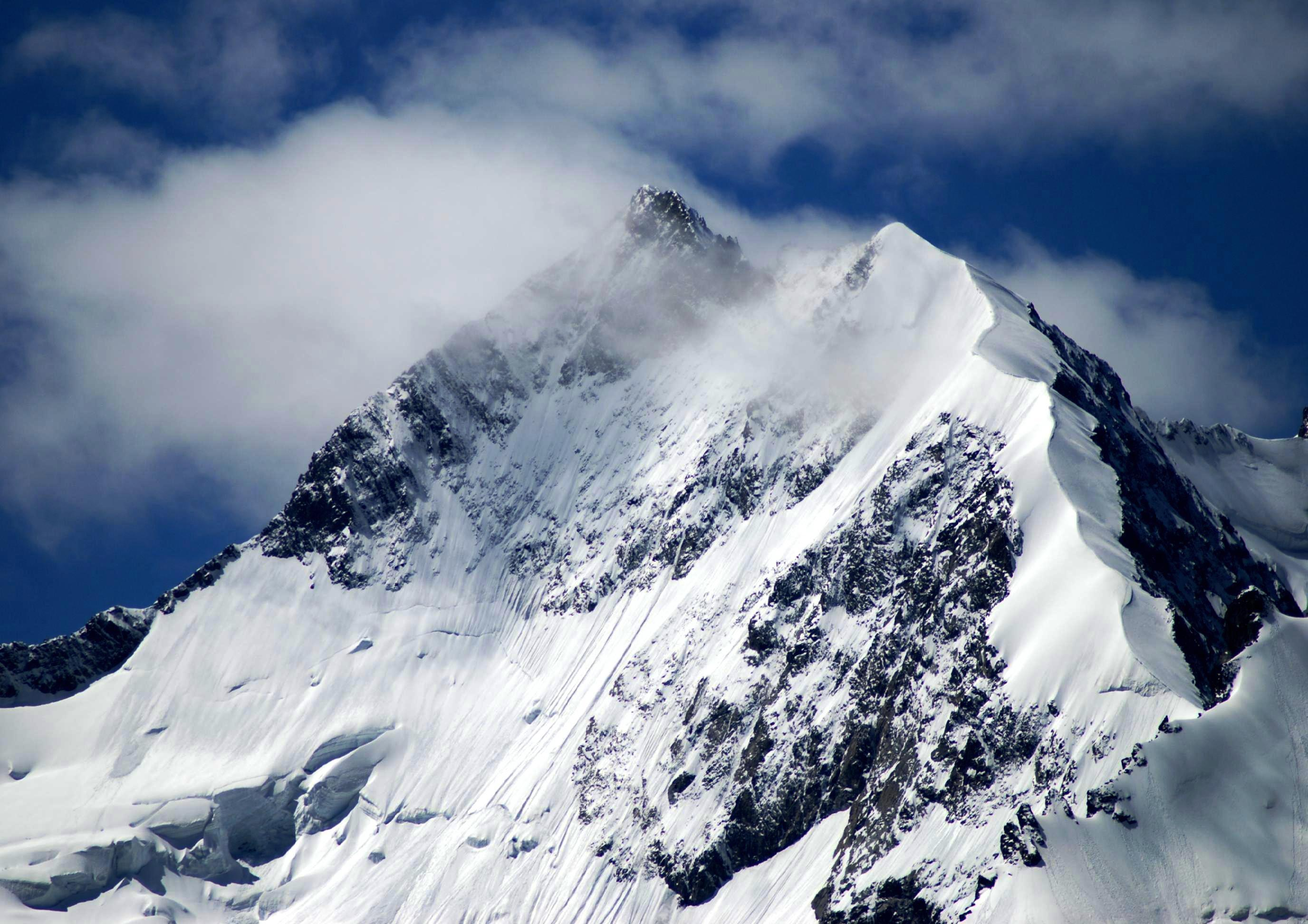
O  Piz Bernina